# Tregde

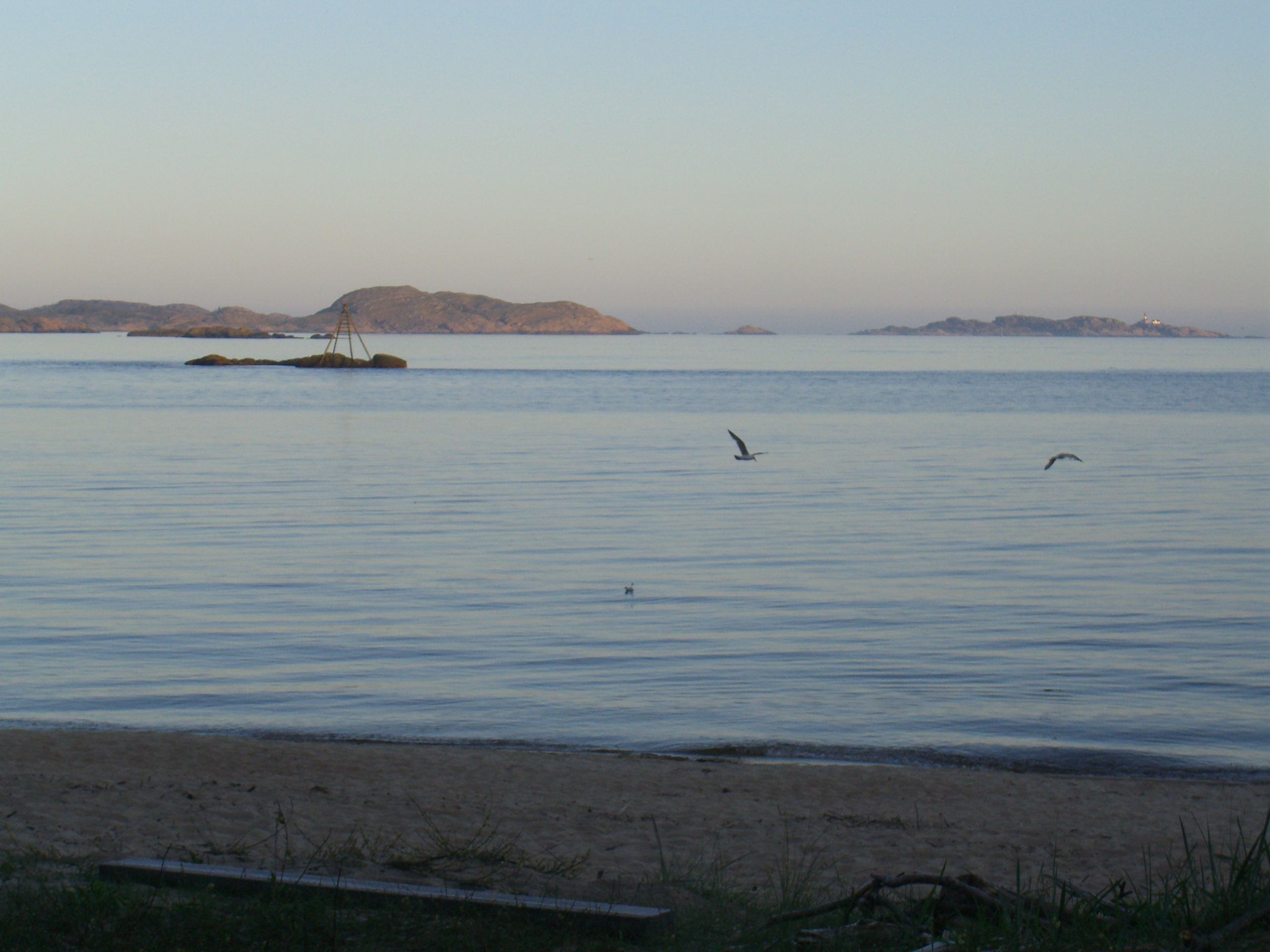
Die Küste bei Tregde

Tregde ist eine Siedlung in der Kommune Lindesnes in Agder im Süden von Norwegen. Sie liegt am südlichsten Punkt Norwegens unmittelbar an der Küste im Übergang von der Nordsee in den Skagerrak. Die Siedlung verfügt über einen kleinen Hafen für Fahrzeuge der Fischereiwirtschaft und Sportboote. Ende der 1990er Jahre entstand nahe dem alten Ortskern eine Ferienanlage. Dies hat dazu geführt, dass mittlerweile der Tourismus, vor allem der Angeltourismus, eine wichtige Einnahmequelle des Ortes geworden ist.

## Meereshöhe
Der Pegel in Tregde ist der offizielle Referenzpunkt für die Bestimmung der Höhe über dem Meeresspiegel (norwegisch: „meter over havet“; abgekürzt: „moh“) in Norwegen.